# Kosekan
Kosekan is een bestuurslaag in het regentschap Pati van de provincie Midden-Java, Indonesië. Kosekan telt 605 inwoners (volkstelling 2010).